# Helfaut
Helfaut är en kommun i departementet Pas-de-Calais i regionen Hauts-de-France i norra Frankrike. Kommunen ligger i kantonen Arques som tillhör arrondissementet Saint-Omer. År 2022 hade Helfaut 1 728 invånare.

## Befolkningsutveckling
Antalet invånare i kommunen Helfaut
| Referens: INSEE |